# Weitersburg
Weitersburg település Németországban, Rajna-vidék-Pfalz tartományban. Lakosainak száma 2499 fő (2023. december 31.).

## Népesség
A település népességének változása:
| Lakosok száma | 1813 | 2449 | 2482 | 2497 | 2486 | 2499 |
|               | 1975 | 2017 | 2019 | 2021 | 2022 | 2023 |